# Cosmopolitan TV (Latinoamérica)
Cosmopolitan TV (estilizado como Cosmo) fue un canal de televisión por suscripción orientado al público femenino inspirado en la famosa revista de moda Cosmopolitan.

## Historia
Fue lanzado mediante un joint venture entre The Hearst Corporation (empresa editora de la revista) y Pramer el 1 de julio de 2002 (participación accionaria de 50% cada uno), bajo dirección de Gustavo Basalo, reemplazando al canal Gems Televisión, siendo Hearst Entertainment & Syndication responsable del contenido y Pramer responsable de manejar la operación, distribución y las ventas afiliadas y publicitarias de la señal.

Logo usado desde el 2002 al 2011

En septiembre de 2012, Liberty Global (propietario de Pramer) compró el 50% del canal que pertenecía a The Hearst Corporation, volviéndose dueña del 100% del canal. Ese mismo año, de la fusión con Pramer y MGM Latinoamérica, nace Chello Latin America.
En octubre de 2013, el canal cambia de dueño por la venta de Chello Media por parte de Liberty Global a AMC Networks, que compró todas las señales en una operación valuada en más de mil millones de dólares. Cesó su transmisión en Latinoamérica el 1 de febrero de 2015 junto a RealityTV.

## Programación
- Malparida
- The Bad Girls Club
- Graduados
- Por ahora
- Cómo conquistar a un hombre en 10 días
- Sexy tips con Alessandra
- Encuentra a mi chico
- Close up
- Skins
- El mundo según Paris
- Best friend rehab
- Fan
- Brat Camp
- Make me a supermodel II':
- Mariana y Scarlett
- El camino del guerrero
- Gok's Fashion Roadshow
- Sol de invierno
- Un vuelco al corazón
- Winners & Losers
- Just friends
- Love soup
- Mi corazón
- A thing called love
- Love trap

## Otras versiones del canal
- Cosmopolitan Televisión (España)
- Cosmopolitan Televisión (Canadá)